# 真田秀夫
真田 秀夫（さなだ ひでお、1918年〈大正7年〉10月18日 - 1981年〈昭和56年〉1月10日）は、日本の法制官僚、裁判官、弁護士。内閣法制局長官。

## 経歴
福井市出身。弁護士・真田一夫、政乃夫妻の七男として生まれた。福井県立福井中学校、第三高等学校を卒業。大学在学中に高等試験司法科試験に合格。京都帝国大学法学部を卒業。1942年（昭和17年）1月、司法官試補となり東京地方裁判所判事に任官。召集され陸軍の戦車隊に配属されたが、海軍短期現役士官を志願し海軍法務官に転じ、終戦時は海軍法務中尉であった。
戦後、裁判官に復帰したが、1947年（昭和22年）法制局に転じ参事官となり、第二部長、第一部長、内閣法制次長などを歴任。1976年（昭和51年）7月から1979年（昭和54年）11月まで、三木内閣、福田赳夫内閣、第1次大平内閣の内閣法制局長官を務めた。退官後、1981年に病のため死去。
法制局在職中に医務薬事法関係を担当し、その研究成果「判例にあらわれた『医業』の観念について」により1961年（昭和36年）順天堂大学から医学博士号を授与された。

## その他
江川事件において江川卓の後見をしている船田中衆議院議員の秘書である蓮実進による「野球協約上、大学卒業後に浪人をしている江川は1978年11月21日にドラフト外入団できる」との主張について、法律の専門家として「空白の一日」によるドラフト外入団は野球協約上可能との見解を示した。

## 親族
- 兄 真田幸雄 - 弁護士[3]

## 関連事項
- 越前真田家 - 真田氏庶流